# Walter Shirley (1725-1786)
Walter Shirley (1725-1786) est un ecclésiastique anglais, auteur d'hymnes et polémiste contre les vues calvinistes et méthodistes.

## Biographie
Quatrième fils de l'hon. Laurence Shirley et Anne, fille de Sir Walter Clarges, il est né à Staunton Harold, Leicestershire, le 23 septembre 1725. Son père est le plus jeune fils de Robert Shirley (1er comte Ferrers) ; Laurence Shirley (4e comte Ferrers) (en), est son frère aîné, et Selina Hastings, comtesse de Huntingdon, est sa cousine germaine.
En 1742, Walter s'inscrit au New College d'Oxford, obtient son baccalauréat en 1746 et devient la même année recteur de Loughrea, dans le Comté de Galway. Ses liens familiaux avec la comtesse de Huntingdon le mettent en contact intime avec les mouvements revivalistes de l'époque. Il se lie d'amitié avec les Wesley et George Whitefield, et à partir de 1758 environ, il est l'un des amis les plus fidèles qu'ils aient au sein de l'Église d'Angleterre, à laquelle il appartient toute sa vie. Il est souvent absent de Loughrea, et il devient un orateur familier lors des réunions revivalistes anglais et irlandais. Robert Southey remarque que ses intentions dans sa défense de Wesley sont meilleures que son jugement, puisqu'il appartient à la section la plus dogmatique du mouvement. Son travail en tant que prédicateur revivaliste l'amène à plusieurs reprises en conflit avec son évêque et ses confrères du clergé. L'évêque de Clonfert le censure en juin 1778 et lui conseille d'abandonner son méthodisme, tandis que certains membres du clergé demandent à l'archevêque de le réprimander pour avoir prêché à Plunkett Street Chapel, Dublin.
Dans la controverse méthodiste sur la justification par la foi provoquée par l'arminianisme de John Wesley et les débats de la conférence de 1770, Shirley prend une part active du côté calviniste avec sa cousine, la comtesse de Huntingdon, dont il est l'aumônier pendant un certain temps, et Augustus Toplady. Sa circulaire invitant le clergé et les laïcs à s'opposer à Wesley tire de John William Fletcher de Madeley ses « Checks to Antinomianism », et l'influence de Shirley aggrave le différend. William Romaine, Henry Venn et John Berridge sont parmi ses proches collaborateurs. Son portrait est accroché dans la bibliothèque du Cheshunt College, à la fondation de laquelle il s'intéresse.
Dans ses dernières années, il souffre d'hydropisie, et il meurt le 7 avril 1786 ; il est enterré dans l'église St. Mary, Dublin.

## Travaux
Il publie :
- 'Le repentir de l'Évangile', 1760, Dublin.
- 'Douze Sermons', avec une 'Ode le Jour du Jugement', 1761, Dublin ; réimprimé avec des odes supplémentaires à 'Truth' et 'Liberty', 1764, Londres. B

Ses œuvres les plus connues sont les hymnes. En 1774, il aide la comtesse de Huntingdon à réviser les hymnes utilisés dans ses chapelles, et la collection comprend certaines de ses propres œuvres. Il est l'auteur de l'hymne missionnaire, « Va, vaisseau destiné, transporté céleste, va ! » écrit sur le départ de quelques missionnaires pour l'Amérique en 1772 ; de « Flux rapide, mes larmes, la cause est grande ; » « Source de lumière et de puissance divine », et d'autres.

## Famille
Il épouse, le 27 août 1766, Henrietta Maria, fille aînée de John Phillips de Dublin, et a d'elle deux fils et trois filles. Son fils aîné, Walter, est le père de Walter Augustus Shirley (en).